# بخش سوبان سیری پایین
بخش سوبان سیری پایین (به انگلیسی: Lower Subansiri district) یک منطقهٔ مسکونی در هند است که در آروناچال پرادش واقع شده‌است. بخش سوبان سیری پایین ۸۳٬۰۳۰ نفر جمعیت دارد.